# Чемодуров, Анатолий Андреевич
Анатолий Андреевич Чемодуров (27 июня 1927, Крупец, Курская губерния — 25 марта 1985, Воронеж) — советский учёный, директор ВНИИ комбикормовой промышленности (1968—1985), доктор экономических наук, заслуженный зоотехник РСФСР. 

## Биография
Родился в 1927 году в селе Крупец.
В 1944—1946 годы служил в рядах Вооружённых Сил СССР. В 1952 году окончил Воронежский зооветеринарный институт.
Работал зоотехником центрального зооветучастка в Хворостянском районе (1952—1953), главным зоотехником совхоза «Бутурлиновский» (Бутурлиновский район, 1953—1957).
В 1957—1968 годы — директор госплемзавода «Тойда» Панинского района. В 1966 году окончил заочную аспирантуру при Воронежском сельскохозяйственном институте.
В 1968—1985 годы — директор Всесоюзного НИИ комбикормовой промышленности.
Избирался депутатом Верховного Совета РСФСР 6-го и 7-го созывов, делегатом XXII съезда КПСС.
Умер в Воронеже в 1985 году.

## Публикации
- Комбикорма и белково-витаминные добавки [Текст] / А. А. Чемодуров, Ю. А. Рубцов. — Воронеж : Центр.-Чернозем. кн. изд-во, 1972. — 97 с. : ил.; 20 см.
- Рациональное использование зернофуражных культур [Текст] / А. А. Чемодуров, Ю. А. Рубцов. — Воронеж : Центр.-Чернозем. кн. изд-во, 1974. — 129 с.; 20 см.
- Производство и контроль качества комбикормов в ГДР / [А. А. Чемодуров, А. Д. Пелевин]. — М. : ЦНИИТЭ Минзага СССР, 1981. — 40 с.; 21 см. — (Комбикормовая пром-сть. Обзор. информ. / М-во заготовок СССР, ЦНИИ информ. и техн.-экон. исслед.).
- Производство и использование комбикормов в Японии [Текст] / А. А. Чемодуров, Е. Г. Григорьев. — Москва : [б. и.], 1973. — 31 с. : ил.; 22 см. — (Обзорная информация. Серия «Комбикормовая промышленность»/ М-во заготовок СССР. Центр. науч.-исслед. ин-т информации и техн.-экон. исследований «ЦНИИТЭИ Минзага СССР»).
- Производство кормовых смесей в хозяйствах [Текст] / А. Чемодуров, Г. Вайстих, Ю. Рубцов. — Воронеж : Центр.-Чернозем. кн. изд-во, 1971. — 76 с., 3 л. схем. : ил.; 20 см.
- Как улучшить продуктивные и племенные качества скота [Текст] : Опыт создания высокопродуктивного стада / А. А. Чемодуров, дир. племзавода «Тойда», Г. С. Шмигирилов, зоотехн. — Воронеж : Центр.-Чернозем. кн. изд-во, 1967. — 97 с. : ил.; 20 см.
- Белково-витаминные добавки [Текст] / [А. А. Чемодуров, Ю. А. Рубцов, В. М. Шевандина, Л. Я. Бойко]. — Москва : Колос, 1977. — 96 с. : ил.; 20 см.

## Награды
1965 — орден Ленина.